# Gartenwelt
Die Gartenwelt (abreviado Gartenwelt) es una revista con ilustraciones y descripciones botánicas que es editada desde 1897 hasta ahora. Fue precedida por Hesdörffers Monatsh. Blumen- Gartenfr.. Se publicaron en Berlín los números 2 al 37 en los años 1897 al 1933. Los números 38-48, se publicaron en los años 1934-44, con el nombre de Blumen- Pflanzenbau & Gartenwelt, continuando desde el vol. 49+, en 1948+ con el nombre de Gartenwelt.